# 2018
- Wikisource

| Calendário gregoriano                                                        | 2018 MMXVIII                         |
| Ab urbe condita                                                              | 2771                                 |
| Calendário arménio                                                           | 1468 – 1469                          |
| Calendário bahá'í                                                            | 174 – 175                            |
| Calendário budista                                                           | 2562                                 |
| Calendário chinês                                                            | 4714 – 4715 Início a 16 de fevereiro |
| Calendário copta                                                             | 1734 – 1735                          |
| Calendário etíope                                                            | 2010 – 2011                          |
| Calendários hindus - Vikram Samvat - Calendário nacional indiano - Cáli Iuga | 2073 – 2074 1939 – 1940 5118 – 5119  |
| Calendário Holoceno                                                          | 12018                                |
| Calendário islâmico                                                          | 1440 – 1441                          |
| Calendário judaico                                                           | 5778 – 5779 Início a 10 de setembro  |
| Calendário persa                                                             | 1396 – 1397 Início a 21 de março     |
| Calendário rúnico                                                            | 2268                                 |
| Calendário solar tailandês                                                   | 2561                                 |

2018 (MMXVIII, na numeração romana) foi um ano comum do século XXI que começou numa segunda-feira, segundo o calendário gregoriano. A sua letra dominical foi G. A terça-feira de Carnaval ocorreu a 13 de fevereiro e o domingo de Páscoa a 1 de abril. Segundo o horóscopo chinês, foi o ano do Cão, começando a 16 de fevereiro.

| Evento                                                   | Data            | Hora  |
| -------------------------------------------------------- | --------------- | ----- |
| Aquário                                                  | 20 de janeiro   | 03:09 |
| Peixes                                                   | 18 de fevereiro | 17:18 |
| primavera no hemisfério norte e outono no hemisfério sul |                 |       |
| Carneiro/equinócio                                       | 20 de março     | 16:16 |
| Touro                                                    | 20 de abril     | 03:13 |
| Gémeos                                                   | 21 de maio      | 02:15 |
| verão no hemisfério norte e inverno no hemisfério Sul    |                 |       |
| Caranguejo/solstício                                     | 21 de junho     | 10:08 |
| Leão                                                     | 22 de julho     | 21:01 |
| Virgem                                                   | 23 de agosto    | 04:09 |
| Outono no Hemisfério Norte e Primavera no Hemisfério Sul |                 |       |
| Balança/equinócio                                        | 23 de setembro  | 01:55 |
| Escorpião                                                | 23 de outubro   | 11:23 |
| Sagitário                                                | 22 de novembro  | 09:02 |
| inverno no hemisfério norte e verão no hemisfério sul    |                 |       |
| Capricórnio/solstício                                    | 21 de dezembro  | 22:23 |

| UTC: Portugal Continental, Madeira, Guiné-Bissau e São Tomé e Príncipe Subtrair (-): 1 h nos Açores e Cabo Verde 2 h nas Ilhas oceânicas brasileiras 3 h em Brasília, em Goiás, na Amazônia Oriental Brasileira e no nordeste, sudeste e sul brasileiros 4 h na Amazônia Ocidental Brasileira, Mato Grosso e Mato Grosso do Sul 5 h no Acre e sudoeste do Amazonas Adicionar (+): 1 h em Angola e Guiné Equatorial 2 h em Moçambique 8 h em Macau 9 h em Timor-Leste. |
| Adicionar uma hora durante a vigência do horário de verão: Portugal Continental : De 25 de março a 28 de outubro de 2018 |

| Ano completo                         |
| ------------------------------------ |
| Ano comum com início à segunda-feira |

## Eventos

### Janeiro
- 10 de janeiro - Assassinato de Blaze Bernstein
- 15 a 22 de janeiro - Viagem Apostólica do Papa Francisco ao Chile e ao Peru.[1]
- 20 de janeiro
  - Donald Trump completa um ano como presidente dos Estados Unidos.[2]
  - Confirmada a participação de 22 atletas norte-coreanos nos Jogos Olímpicos de Inverno de 2018, na cidade de Pyeongchang, na Coreia do Sul.[3]
- 21 de janeiro - Electron, da Rocket Lab, torna-se primeiro foguete a fazer voo orbital através do uso de motor alimentado por bomba elétrica.
- 24 de janeiro - Ex-presidente brasileiro Luiz Inácio Lula da Silva tem a condenação confirmada por unanimidade em segunda instância e a pena ampliada para 12 anos e 1 mês de prisão.[4]
- 30 de janeiro - O ator Mark Salling é encontrado morto, aos 35 anos, em Los Angeles. O ator acabou se suicidando e não cumpriu sua pena pelo crime de pornografia infantil.[5]
- 31 de janeiro - Pela primeira vez em 150 anos ocorreu um fenômeno raro na lua "Superlua Azul de Sangue".[6]

### Fevereiro
- 6 de fevereiro - Lançamento do foguete Falcon Heavy, da SpaceX.
- 9 de fevereiro - Começam os Jogos Olímpicos de Inverno de 2018, no condado de Pyeongchang, na Coreia do Sul.
- 10 de fevereiro - As Forças Armadas de Israel realizaram ataques aéreos na Síria a possíveis alvos iranianos.
- 13 de fevereiro
  - Acadêmicos do Tatuapé é bicampeã do Carnaval de São Paulo.
  - Beija-Flor de Nilópolis é, pela décima-quarta vez, campeã do grupo especial do Carnaval do Rio de Janeiro.
- 14 de fevereiro - Um jovem chamado Nikolas Cruz entra armado em um colégio de Parkland, Flórida, Estados Unidos, e deixa 17 mortos e 15 feridos.
- 16 de fevereiro - Governo Federal do Brasil decreta intervenção federal na segurança pública do Estado do Rio de Janeiro, pela primeira vez sob a vigência da Constituição de 1988.
- 25 de fevereiro - Fim dos Jogos Olímpicos de Inverno de 2018, na cidade de Pyeongchang, na Coreia do Sul.

### Março
- 4 de março - Realização da 90.ª cerimônia de entrega dos Academy Awards, no Teatro Dolby, Los Angeles, Califórnia, EUA.
- 9 de março - Começam os Jogos Paralímpicos de Inverno de 2018, no condado de Pyeongchang, na Coreia do Sul.
- 14 de março -  A vereadora do Rio de Janeiro Marielle Franco (PSOL) e seu motorista, Anderson Gomes, foram assassinados a tiros, por volta das 21h30, no bairro Estácio, região central da cidade.[7]
- 18 de março
  - Vladimir Putin reeleito presidente da Rússia.[8]
  - Fim dos Jogos Paralímpicos de Inverno de 2018, no condado de Pyeongchang, na Coreia do Sul.
- 19 de março - Sudán, último rinoceronte-branco-do-norte macho no mundo, morre no Quênia.[9]
- 21 de março - Apagão que durou mais 5 horas atingiu a Região Nordeste e a Região Norte do Brasil e algumas cidades de todas as regiões parcialmente, as causas ainda estão sendo investigadas.[10]
- 23 de março - Pedro Pablo Kuczynski renuncia à presidência do Peru.[11]
- 25 de março - Ao menos 64 pessoas morrem após incêndio em complexo comercial em Kemerovo, Rússia.[12]
- 26 de março - Em resposta do envenenamento do ex-espião russo Sergei Skripal, governos do Canadá, dos Estados Unidos e 14 países europeus, declararam a expulsão de diplomatas russos e fechamento das embaixadas e consulados nesses países.[13]
- 31 de março - O mês de março foi o mais chuvoso desde 2000 em Portugal, dando fim à seca no país.[14][15]

### Abril
- 2 de abril - A estação espacial chinesa Tiangong 1 cai na terra.[16]
- 3 de abril - Astrônomos anunciam Icarus, a mais distante estrela já detectada no Universo.[17]
- 4 de abril - O Supremo Tribunal Federal rejeitou o Habeas Corpus preventivo do ex-presidente Lula, que teve sua prisão decretada pelo juiz Sergio Moro no dia seguinte.
- 6 de abril - Paulo Preto, ex-presidente da Dersa, é preso pela Polícia Federal por formação de quadrilha, peculato e falsidade ideológica.[18]
- 7 de abril - O ex-presidente Lula se entrega à Polícia Federal e é levado para Curitiba onde ficará preso.[19]
- Ataque químico com gás sarin deixa mais de 50 mortos em Duma, subúrbio de Damasco, na Síria.[20]
- 11 de abril - Avião militar cai na Argélia deixando mais de 250 mortos.[21]
- 13 de abril - O Presidente dos Estados Unidos Donald Trump anuncia um ataque contra a Síria e os EUA, com apoio da França e do Reino Unido, realizam o Bombardeio de Damasco e Homs.[22]
- 17 de abril - O STF torna réu o senador Aécio Neves, por corrupção e obstrução da Justiça.[23]
- 20 de abril - O DJ sueco Avicii é encontrado morto em Omã aos 28 anos.[24]
- 27 de abril - O presidente sul-coreano Moon Jae-in e o líder norte-coreano Kim Jong-Un comprometem-se a assinar um acordo de paz para encerrar oficialmente a Guerra da Coreia.[25]

### Maio
- 1 de maio
  - O edifício Wilton Paes de Almeida desabou após sofrer grave incêndio no Largo do Paiçandu, República, São Paulo, Brasil.
  - A Gibson, tradicional e uma das mais conceituadas fabricantes de guitarras e outros instrumentos musicais, encerrou suas atividades após 124 anos de sua fundação, por estar a meses enfrentando um endividamento milionário.[26]
- 8 de maio a 12 de maio - O Festival Eurovisão da Canção realizado em Lisboa, Portugal.[27]
- 10 de maio - Mahathir bin Mohamad tornou-se primeiro-ministro da Malásia pela segunda vez após as eleições de 2018.[28]
- 15 de maio - A Rússia inaugura a mais longa ponte da Europa, a Ponte da Crimeia, sobre o estreito de Kerch. dando acesso terrestre viário e ferroviário pela Rússia à Crimeia.
- 16 de maio - Crise no Sporting. Bruno de Carvalho e a equipe são altamente criticados pela imprensa nacional e internacional.[29][30][31]
- 18 de maio - Um Boeing 737, da companhia aérea Cubana, caiu minutos após a decolagem em Havana, Cuba. Dos 113 ocupantes da aeronave, apenas 3 mulheres sobreviveram, porém, em estado crítico.[32][33]
- 19 de maio - Ocorreu o casamento real entre o príncipe Harry e a atriz norte americana Meghan Markle.
- 21 de maio - Caminhoneiros de todo Brasil iniciam uma greve contra o aumento do diesel. A greve trouxe vários impactos como falta de abastecimento em supermercados, voos cancelados por falta de combustível, preços super elevados da gasolina nos postos de abastecimento e paralisações no transporte público.

### Junho

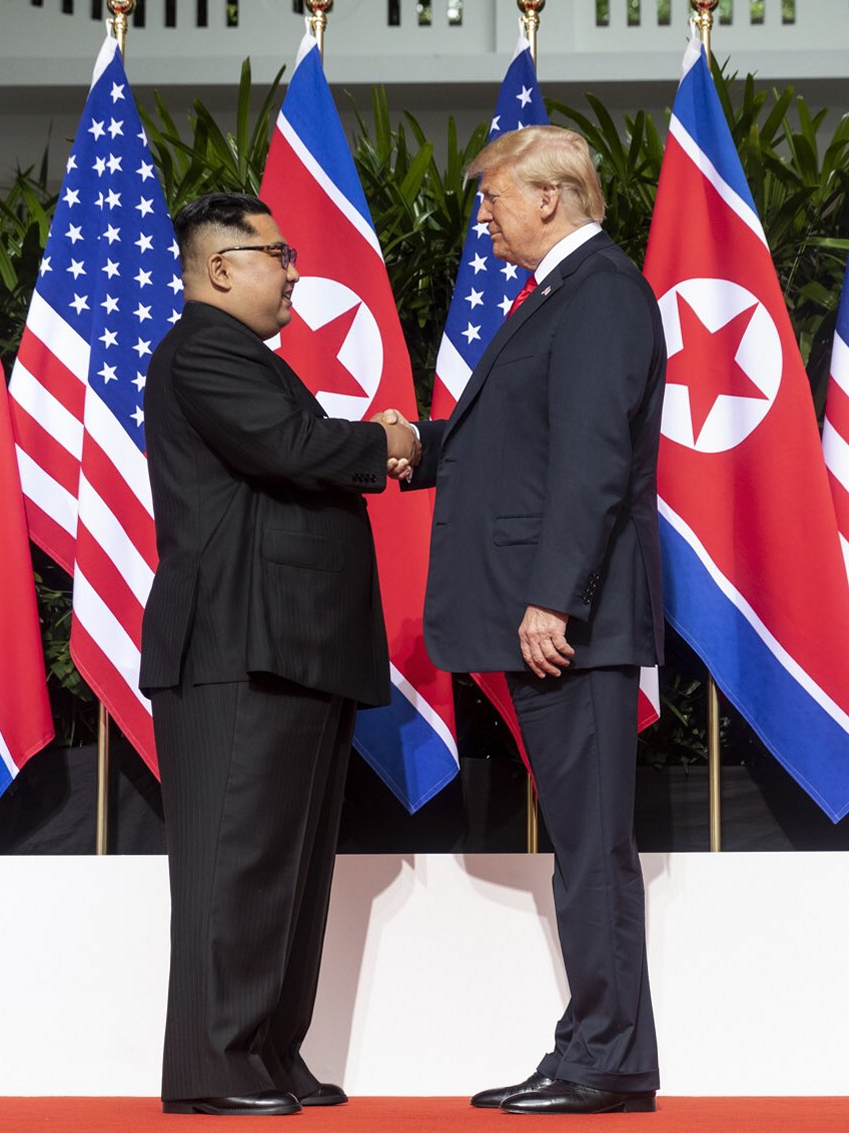
Donald Trump e Kim Jong-un

30 de junho – O voo GL257 da Griletto Linhas Aéreas sofreu um acidente durante a aproximação final para um terminal logístico em Itapevi, São Paulo, resultando em 195 vítimas e 2 sobreviventes.
- 1 de junho - Moção de censura faz cair o governo de Mariano Rajoy em Espanha.
- 12 de junho - Donald Trump e Kim Jong-un fazem reunião de cúpula (imagem) entre Estados Unidos e Coreia do Norte na ilha Sentosa, Singapura.
- 14 de junho - Início da Copa do Mundo FIFA de 2018, realizada na Rússia.[34]
- 20 de junho - O Canadá torna-se o segundo país a autorizar o uso recreativo da maconha. O projeto de lei de regulamentação foi aprovado pelo Senado canadense por 52 votos a 29. O uso medicinal já era liberado desde 2001.[35]
- 24 de junho - Arábia Saudita permite que as mulheres dirijam.[36] 30 de junho – O voo GL257 da Griletto Linhas Aéreas sofreu um acidente durante a aproximação final para um terminal logístico em Itapevi, São Paulo, resultando em 195 vítimas e 2 sobreviventes

### Julho
- 10 de julho - O time de futebol amador Javalis Selvagens, foi resgatado, após 3 dias consecutivos de trabalho, do complexo de cavernas de Tham Luang, em Chiang Rai, norte da Tailândia. Por 17 dias, o treinador de 25 anos junto de mais 12 garotos da equipe, de 11 a 16 anos, ficaram aprisionados estando praticamente sem comida e na escuridão, após serem surpreendidos por uma tempestade, que inundou os túneis do complexo, deixando-os impedidos de retornarem.[37]
- 15 de julho - Final da Copa do Mundo FIFA de 2018, realizada na Rússia:[38] a França conquista seu bicampeonato.[38]
- 16 de julho - Um engavetamento que terminou em um trágico acidente envolvendo 11 veículos (cinco carros de passeio, um ônibus e cinco carretas), na BR-251, em Francisco Sá, Minas Gerais, deixou 8 pessoas mortas (6 carbonizadas) e 64 feridas (incluindo uma criança de 5 anos).[39]
- 24 de julho - A emergência foi chamada para atender uma ocorrência da cantora Demi Lovato, em sua mansão em Hollywood Hills, após lhe encontraram inconsciente depois de sofrer uma overdose de heroína, e logo deu entrada em um hospital de Los Angeles.[40]
- 27 de julho - Raro eclipse total da Lua é o mais longo do século XXI com 103 minutos de duração.[41][42]

### Agosto
- 12 de agosto - É lançada a sonda espacial Parker em direção ao Sol.
- 14 de agosto - Um vão de 200 metros do viaduto Polcevera, em Gênova, Itália, desabou durante uma forte chuva que atingia a região, deixando 41 mortos (entre adultos e crianças), 16 feridos e muitos desabrigados.[43][44]
- 16 de agosto - A cantora Aretha Franklin, conhecida como a Rainha do Soul, morre aos 76 anos.[45]
- 17 de agosto - No estado de Kerala, extremo sudoeste da Índia, considerado um dos mais turísticos, chuvas torrenciais deixam um saldo de 324 mortos em uma semana de inundações. 223 139 pessoas sem moradia foram abrigadas em 1 500 acampamentos improvisados. Governo local considera a inundação a pior do século.[46]
- 20 de agosto - É lançada a nova moeda venezuelana, o Bolívar Soberano.[47]
- 24 de agosto - É deflagrada a Operação Cronos, uma mega operação da Polícia Federal que levou 2 627 pessoas para a cadeia.[48]
- 25 de Agosto — A Rádio Educadora de Frei Paulo, no estado de Sergipe, conclui sua migração do AM para o FM, passando a transmitir oficialmente em 89.5 MHz, com sinal de maior qualidade e alcance regional.
- 31 de agosto - O TSE decide, por 6 votos a 1, rejeitar o pedido do registro da candidatura de Luiz Inácio Lula da Silva à Presidência pelo PT.[49]

### Setembro
- 2 de setembro - Um incêndio de grandes proporções atingiu os três andares do prédio do Museu Nacional, no Rio de Janeiro.[50][51]
- 6 de setembro - Em decisão unânime, Suprema Corte da Índia derruba lei colonial e descriminalizou homossexualidade no país.[52]
- 6 de setembro - O deputado federal e candidato à Presidência da República do Brasil Jair Bolsonaro sofreu um atentado durante sua campanha eleitoral no município de Juiz de Fora, em Minas Gerais. O presidenciável foi atingido no abdômen por uma facada deferida por Adélio Bispo de Oliveira e necessitou realizar uma cirurgia emergencial.[53][54]
- 9 de setembro - Jocelyn Bell Burnell, que co-descobriu pulsares, mas foi omitida do Nobel de Física, recebeu Fundamental Physics Prize.[55][56]
- 11 de setembro - No último dia de prazo de confirmação de candidatura para a presidência, o Partido dos Trabalhadores confirma chapa composta por Fernando Haddad e Manuela d'Ávila após decisão judicial do TSE que impediu Lula disputar o processo eleitoral.[57]
- 14 de setembro - SpaceX anunciou seu primeiro turista lunar, criador do Projeto dearMoon.
- 18 de setembro - Foi lançado satélite ICESat-2 da NASA, última missão a usar foguete Delta II.
- 19 de setembro - O Tufão Mangkhut deixou 81 mortos e muita destruição nas Filipinas. Na China, Mangkhut, faz 2,45 milhões de pessoas abandonarem suas casas.[58][59][60]
- 19 de setembro - Queniano Eliud Kipchoge completou a Maratona de Berlim em tempo recorde.[61]
- 20 de setembro - Balsa tanzaniana naufragou no Lago Vitória, matando ao menos 227 pessoas.[62][63]
- 23 de setembro - Atentado contra parada militar em Ahvaz, no Irã, deixou pelo menos 30 mortos, incluindo os terroristas.[64]
- 28 de setembro - Uma série de sismos na ilha Celebes, Indonésia, atingiram magnitude de 7,5, gerando tsunami de até 2 metros na região de Palu, resultando em 4 340 mortos e 10 679 feridos. Mais de 48 mil ficaram desabrigados.[65][66][67]

### Outubro

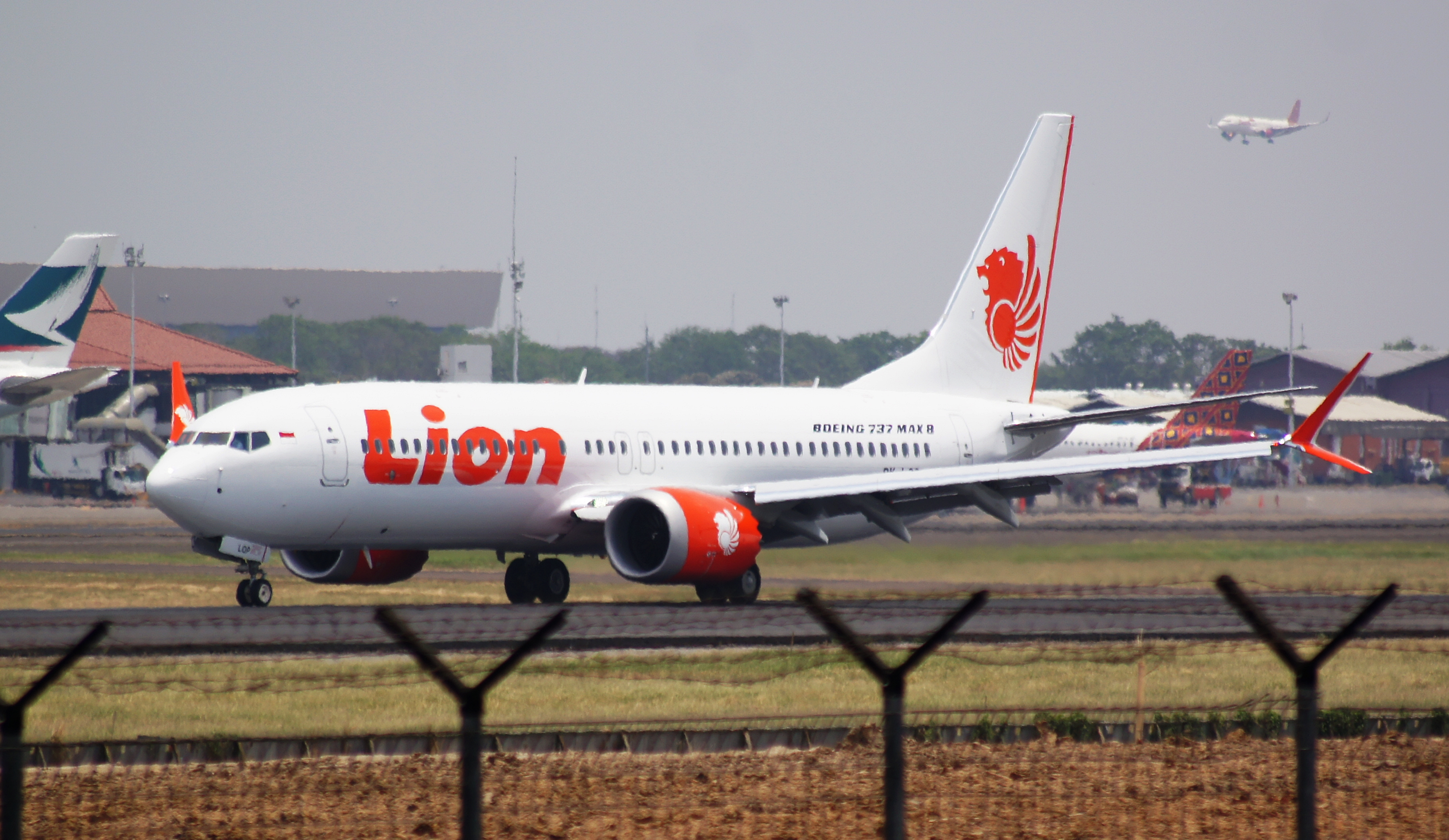
Boeing 737 MAX 8 da Lion Air de matrícula PK-LQP envolvido no acidente do Voo JT610, sendo o primeiro acidente deste modelo

- 6 a 18 de outubro - Realização dos III Jogos Olímpicos da Juventude de Verão, em Buenos Aires, capital da Argentina.
- 7 de outubro - Primeiro turno das eleições gerais no Brasil para escolha de Deputados federais, estaduais, distritais, Senadores, Governadores e do Presidente da República no Brasil.[68]
- 11 de outubro - A missão Soyuz MS-10 foi abortada durante a decolagem, realizando um voo suborbital até seu pouso em Dzhezkazgan. É o primeiro incidente do tipo desde a missão Soyuz 18a, em 1975.[69]
- 12 de outubro - Centenário do Botafogo de Ribeirão Preto.
- 12 de outubro - Ocorreu o Casamento da Princesa Eugénia de Iorque com o empresário Britânico Jack Brooksbank.
- 17 de outubro
  - Igreja Ortodoxa Russa rompe relações com o Patriarcado Ecumênico de Constantinopla após a concessão de autocefalia à igreja da Ucrânia. É a maior ruptura dentro da comunhão ortodoxa desde o cisma do Oriente no século XI.[70]
  - Tiroteio e ataque à bomba em uma escola de Querche mata 20 pessoas e deixa outras 73 feridas.[71]
- 18 de outubro - Centenário do Fortaleza Esporte Clube.
- 19 de outubro - Lançada a sonda BepiColombo em direção a Mercúrio pela agência espacial europeia (ESA) e japonesa (JAXA).
- 24 de outubro - Diversos pacotes suspeitos com explosivos são enviados simultaneamente para líderes do partido Democrata nos Estados Unidos, entre eles, o ex-presidente Barack Obama, a ex-primeira-dama Hillary Clinton e a rede de TV CNN, além de congressistas e personalidades.[72]
- 27 de outubro
  - Um atirador identificado como Robert Bowers invade uma sinagoga em Pittsburgh, na Pensilvânia, e dispara deixando 11 mortos e 4 feridos.[73]
  - Assassinato do futebolista brasileiro Daniel Corrêa Freitas que foi morto por golpes de faca no dia 27 de outubro 2018 em Colônia Mergulhão, São José Dos Pinhais, Paraná (Caso Daniel Corrêa).
- 28 de outubro - Segundo turno das eleições gerais no Brasil para escolha de Governadores e do Presidente da República no Brasil. Jair Bolsonaro foi eleito Presidente da República no Brasil.
- 29 de outubro - Um Boeing 737 MAX 8 da Lion Air cai 13 minutos após decolagem de Jakarta na Indonésia durante o Voo 610, matando todas as 189 pessoas a bordo. Este foi o primeiro acidente deste modelo
- 30 de outubro - NASA anunciou que o telescópio espacial Kepler, tendo ficado sem combustível, depois de nove anos de serviço e a descoberta de mais de 2 600 exoplanetas, foi aposentado oficialmente e vai manter sua órbita atual e segura, longe da Terra.[74][75]
- 31 de outubro - Inaugurada na Índia a estátua mais alta do mundo, a Estátua da Unidade.

### Novembro
- 1 de novembro - Missão espacial Dawn chega ao fim.[76]
- 7 de novembro - Um atirador invade uma festa de universitários em Thousand Oaks, na Califórnia, e deixa 12 mortos.[77]
- 11 de novembro - Centenário do fim da Primeira Guerra Mundial.
- 12 de novembro - Criador de várias Histórias em Quadrinhos da Marvel, Stan Lee morre aos 95 anos
- 15 de novembro - Em São Paulo, o viaduto da Marginal Pinheiros cedeu próximo à Ponte do Jaguaré.
- 16 de novembro - Encontrado o destroço do submarino ARA San Juan.[78]
- 18 de novembro - Entram em domínio público as obras de Monteiro Lobato.[79] e o Mickey Mouse.[80]
- 25 de novembro – A guarda costeira do Serviço Federal de Segurança russo ataca e apreende três navios ucranianos que tentavam passar do mar Negro para o mar de Azov através do estreito de Querche.[81]
- 26 de novembro
  - A sonda InSight chega a Marte.[82]
  - Morre aos 57 anos Stephen Hillenburg conhecido por ser o criador da série animada Bob Esponja Calça Quadrada da Nickelodeon.[83]
- 28 de novembro - Assassinato da Cadelinha Vira-Lata Manchinha que foi morta no dia 28 de novembro de 2018 depois de ter sido envenenada e espancada com uma Barra de ferro aos arredores de uma das lojas do Carrefour em Osasco, São Paulo. (Caso Manchinha).
- 29 de novembro - A Polícia Federal deflagra a Operação Boca de Lobo que resultou na prisão do então governador do RJ Luiz Fernando Pezão.
- 30 de novembro - O ex-presidente americano George H. W. Bush morreu aos 94 anos, 7 meses após a morte da ex-primeira-dama Barbara.

### Dezembro
- 3 de dezembro - Lançamento da Soyuz MS-11, primeiro voo tripulado do Programa Soyuz, desde o incidente com a Soyuz MS-10.[84]
- 7 de dezembro - É lançado o jogo de luta Super Smash Bros. Ultimate Para O Console Da Nintendo Nintendo Switch
- 11 de dezembro - Atentado suicida na Catedral Metropolitana de Campinas, no estado brasileiro de São Paulo. Euler Fernando Grandolpho (49 anos) abriu fogo contra os fiéis durante uma missa, deixando cinco vítimas fatais e alguns feridos, vindo a cometer suicídio à frente do altar.[85]
- 12 de dezembro - Club Athletico Paranaense conquista seu primeiro título internacional a Copa Sulamericana 2018.[86]
- 14 de dezembro - A Justiça de Goiás decreta a prisão preventiva do médium João de Deus, em decorrência aos escândalos de abuso sexual revelados durante o programa Conversa com Bial e pelo jornal O Globo.
- 20 de dezembro - Tripulantes da Soyuz MS-09, que estavam no espaço durante o incidente da Soyuz MS-10 retornam à Terra após cerca de 196 dias no espaço.
- 23 de dezembro - Um tsunami atinge a Indonésia deixando cerca de 400 mortos e milhares de feridos. Entre as vítimas estão 3 integrantes da banda Seventeen.

## Epacta e idade da Lua
| Epacta gregoriana | 13 (XIII) |
| Idade da Lua      | Letra n   |

## Por tema
- 2018 no Brasil
- 2018 no cinema
- Desastres em 2018
- 2018 no desporto
- Mortes em 2018
- 2018 na música
- 2018 em Portugal
- 2018 na televisão